# Radgürtel

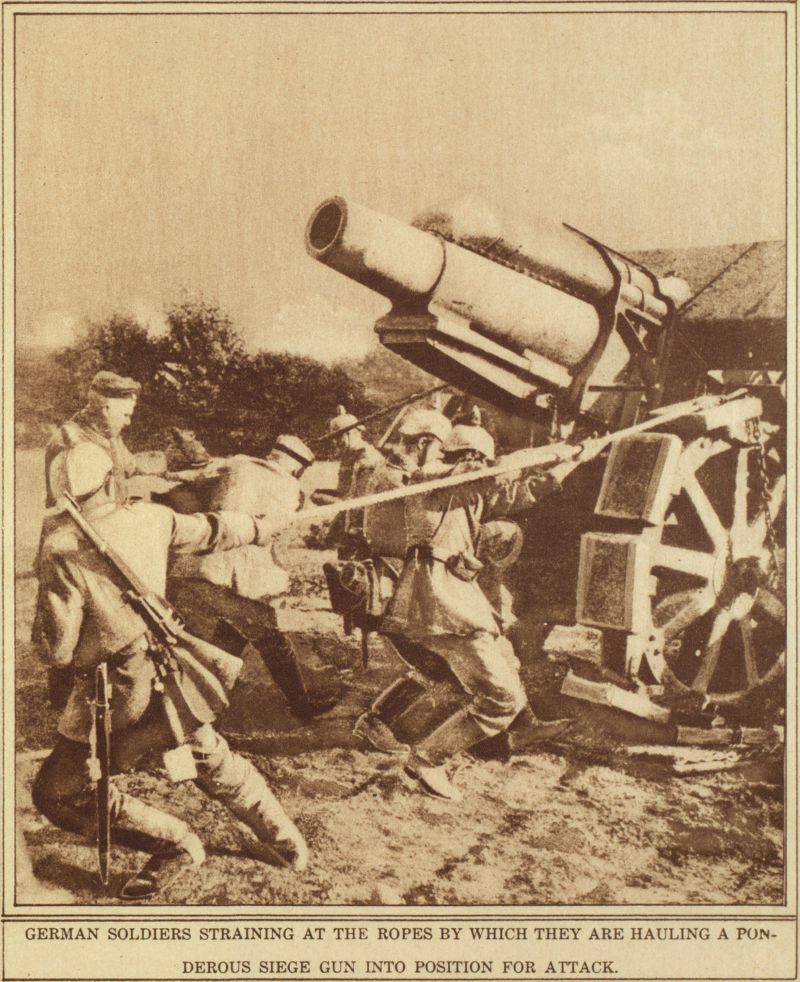
Deutscher 21-cm-Mörser mit Radgürteln

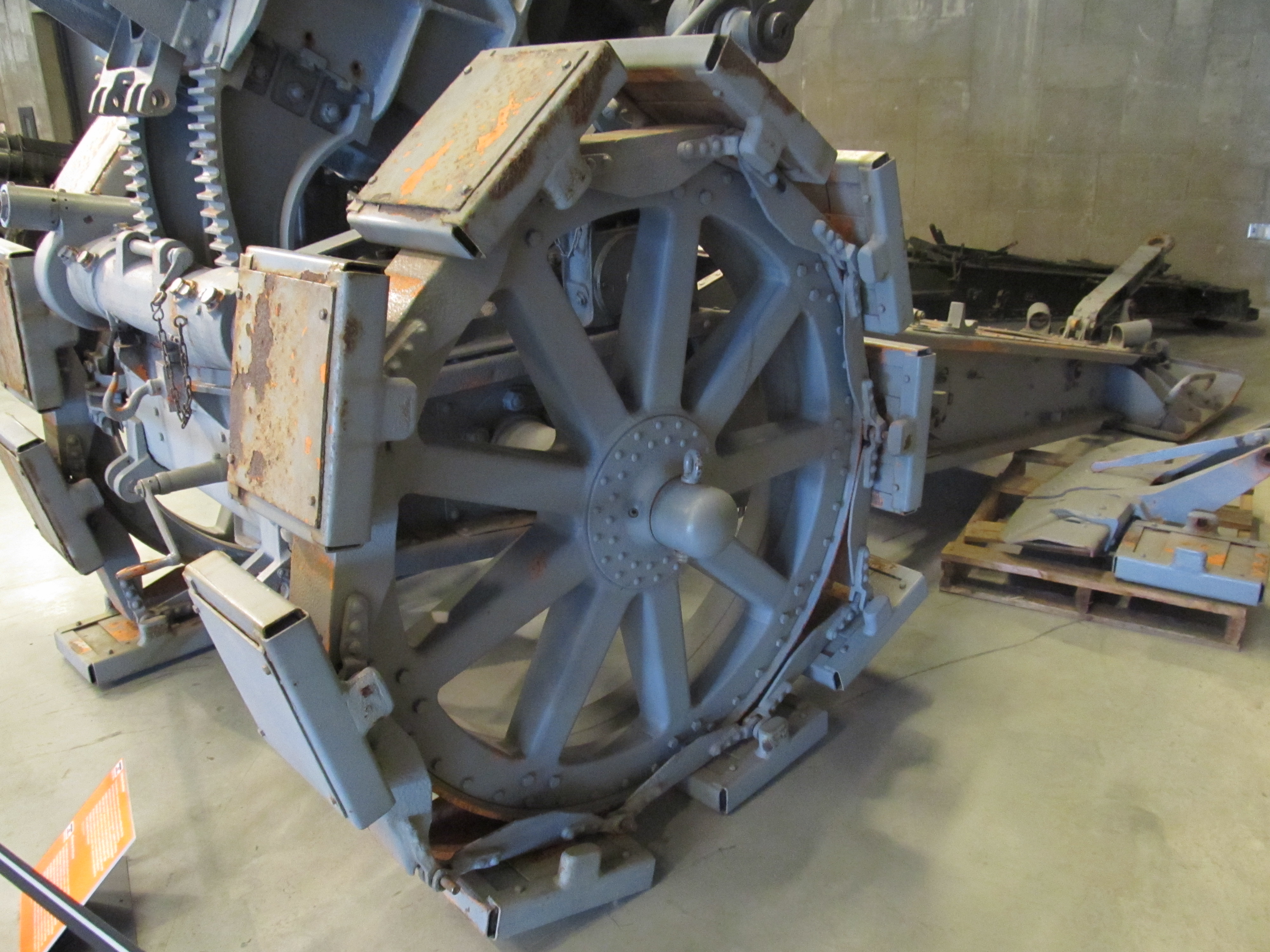
Ein Radgürtel des gleichen Geschütztyps in Nahaufnahme

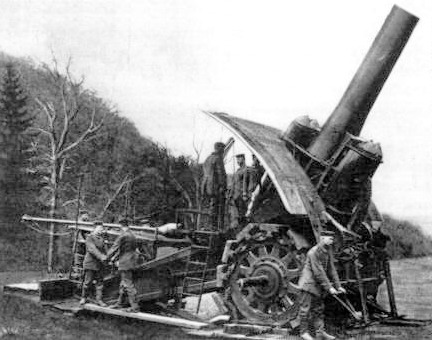
„Dicke Bertha“

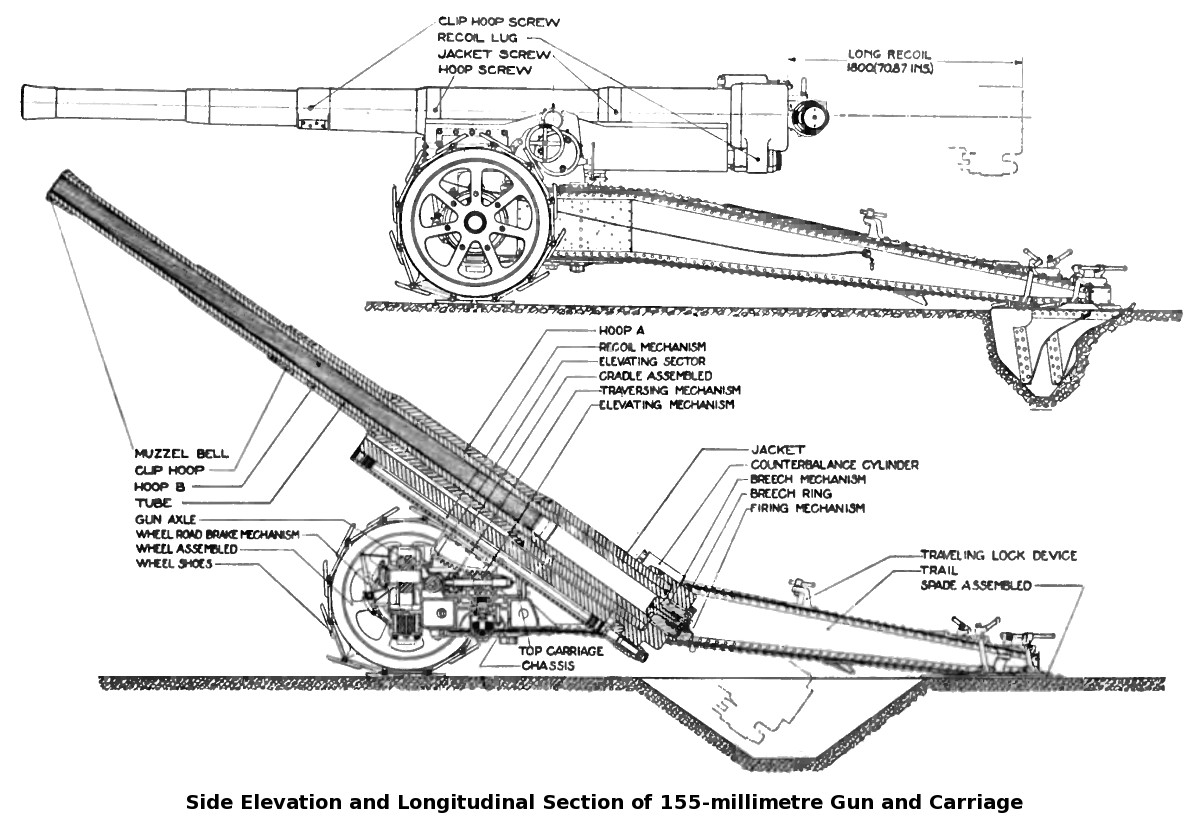
Französische Canon de 155 mm GPF, die auch von den USA verwendet wurde

Radgürtel (nicht zu verwechseln mit Radreifen) wurden vor allem gegen Ende des 19. Jahrhunderts bis nach dem Ersten Weltkrieg verwendet, um die Mobilität von schweren Geschützen und anderen militärischen Fahrzeugen auf schlecht tragfähigem Untergrund zu verbessern.

## Aufbau und Funktionsweise
Ende des 19. Jahrhunderts waren Artilleriegeschütze in der Regel noch mit schmalen Speichenrädern, zumeist aus Holz, ausgestattet. Aufgrund des steigenden Gewichts der Geschütze in Folge immer größerer Kaliber nahm auch der spezifische Bodendruck immer mehr zu. Insbesondere auf weichem Untergrund neigten die Geschütze schon beim Transport zum Einsinken; zum Schießen mussten teilweise spezielle Bettungen (üblicherweise aus dicken Holzbohlen) hergestellt werden. Dies war eine aufwendige und zeitraubende Arbeit, für die zunächst das Holz beschafft, dann in die Feuerstellung gebracht und dort verbaut werden musste, was bis zu mehreren Tagen dauern konnte.
Um diese lange Zeit des Stellungsbaues abzukürzen, verwendete man ab Beginn des 20. Jahrhunderts bei Belagerungsgeschützen gerne Radgürtel. Dabei handelte es sich um eine Anzahl (meist hölzerner) Platten, die tangential entlang des Umfangs des Rades beweglich angebracht waren. Durch die Schwerkraft klappten die einzelnen Platten nach unten, so dass das Geschütz pro Rad immer mindestens mit der Fläche einer ganzen Platte auf dem Boden aufstand. Dadurch wurde der spezifische Bodendruck drastisch verringert (der Radgürtel kann somit als Vorläufer der Gleiskette angesehen werden). Die Geschütze konnten so auch auf deutlich weicherem Untergrund fahren als ohne Radgürtel, außerdem konnte teilweise auf den Bau spezieller Bettungen zum Schießen verzichtet werden. Zum Transport auf befestigten Straßen konnten die Radgürtel in der Regel demontiert werden.
Zu den bekanntesten Geschützen, die Radgürtel verwendeten, zählte beispielsweise das so genannte M-Gerät, besser bekannt unter dem Namen Dicke Bertha.
Mit dem verstärkten Aufkommen von Elastik- und Luftreifen sowie der angetriebenen Gleisketten nach dem Ersten Weltkrieg kamen die Radgürtel außer Gebrauch. Anfang des 20. Jahrhunderts wurden Radtypen wie Pedrails erprobt; sie konnten sich allerdings nicht durchsetzten.